# Некрополь Тихоновой пустыни
Некрополь Успенской Тихоновой пустыни — некрополь на территории монастыря Успенская Тихонова пустынь. Включает дворянские и монашеские захоронения. Бо́льшая часть некрополя была утрачена в советское время.

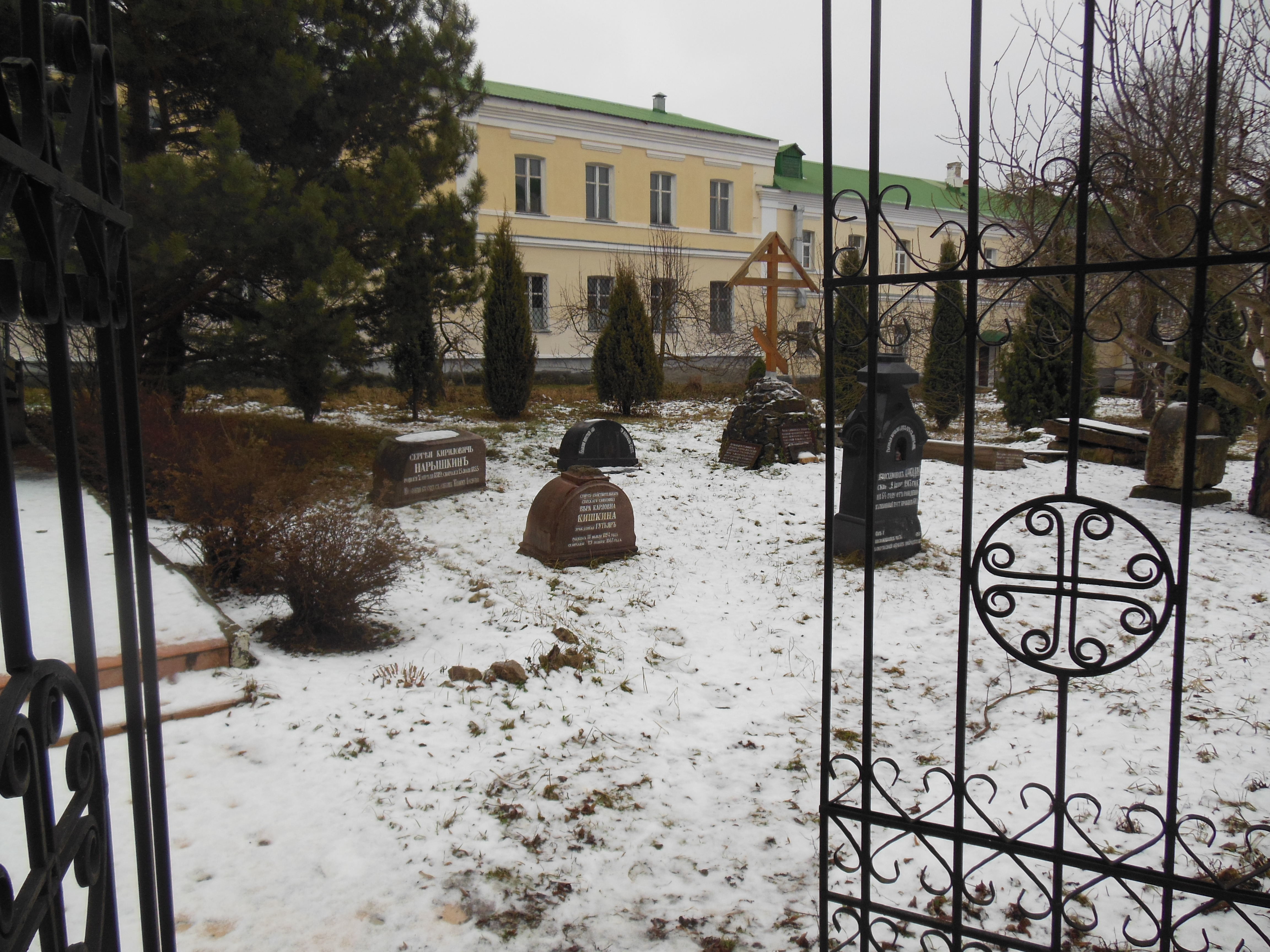
Сохранившаяся часть некрополя

## История
Первым в некрополе в 1492 году был захоронен основатель монастыря Тихон Калужский.
В 1627 году в некрополе похоронили члена Семибоярщины, боярина и воеводу, князя Ивана Воротынского. Накануне смерти он был пострижен в схиму с именем Иона. Через год в монастыре была погребена его жена, княгиня Мария Воротынская.
В монастыре были захоронены многие представители известных родов: Воротынские, Нарышкины, Яновские, Жуковы, Шепелевы, Ртищевы, Чернышёвы.
В XIX веке в некрополе были похоронены известные чиновники: правитель Русской Америки Семён Яновский, вологодский губернатор Василий Путинцов, костромской губернатор Николай Жуков, бригадир Иван Шепелев, помещик Сергей Нарышкин, а также писательница Евгения Тур и архимандрит Моисей (Красильников).
Под Преображенским собором монастыря была устроена усыпальница благотворителей монастыря Шепелевых, Жуковых, Глебовых.
В XX веке некрополь был разграблен, усыпальница взорвана. Лишь небольшая часть некрополя сохранилась. 

## Захороненные дворяне в некрополе

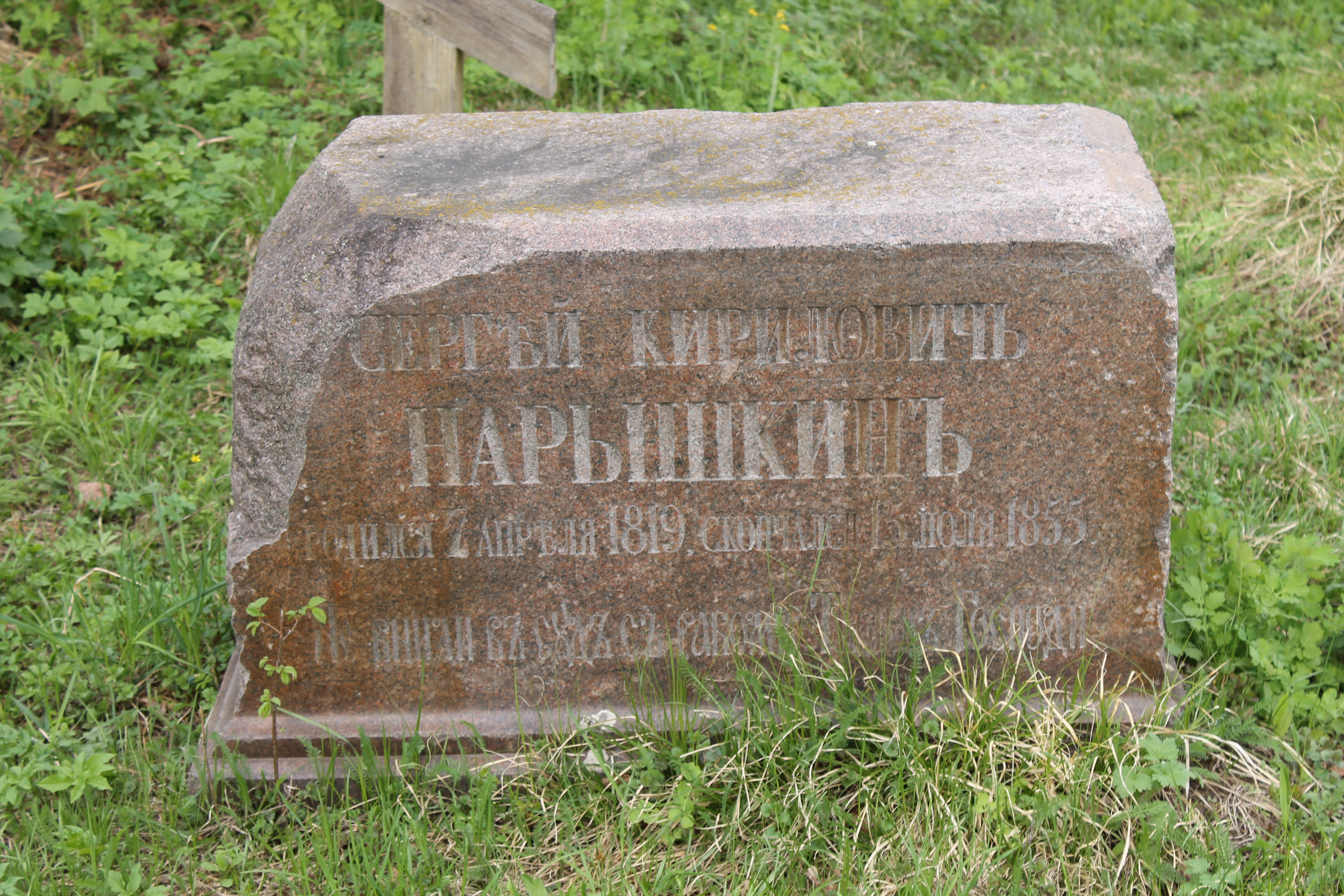
Надгробный камень С. К. Нарышкина

- Бартенева, Аграфена Ивановна (1812)
- Брежинский, Михаил Петрович (1859, полковник артиллерии)
- Кишкина, Вера Карловна, урож. Гутьяр (1867, супруга действительного статского советника)
- Лесникова, Евдокия Терентьевна, в схиме Евфросиния (1868, мать И. Лесникова, почётная гражданка)
- Моховая, Аграфена (1829)
- Муровлёва, Еликонида Александровна (1883, Калужская купчиха)
- Нарышкин, Сергей Кириллович (1855, штабс-ротмистр)
- Панютин, Иван Николаевич (1843, подполковник)
- Путинцов, Василий Петрович (1802, действительный статский советник, Вологодский губернатор)
- Ртищев, Руф Александрович (1819)
- Смагина, Анна Андреевна (1874)
- Сокарёва, Анна Ефимовна (1819)
- Чемесова, Прасковья Николаевна (1846)
- Чернышёв, Сергей Николаевич (1814, гвардии поручик, отец Фёдора Чернышёва)

Воротынские:
- Воротынский, Иван Михайлович (1627, князь, боярин, член Семибоярщины)
- Воротынская (Буйносова-Ростовская), Мария Петровна (1628, княгиня, жена И. Воротынского)

Яновские:
- Яновский, Семён Иванович, в схиме Сергий (1876, капитан 2-го ранга, статский советник, правитель Русской Америки)
- Александр (Яновский) (1876, иеросхимонах, его сын)

Настоятели монастыря:
- Схиигумен Тихон Калужский (1492, повторное захоронение — 1610)
- Схиигумен Никифор Калужский (1506, или в Спасо-Воротынском монастыре)
- Иеромонах Иринарх (1785)
- Игумен Иоасаф (1803)
- Иеромонах Корнилий (1814)
- Иеромонах Арон (1835)
- Игумен Геронтий (Васильев) (1857)
- Архимандрит Моисей (Красильников) (1895)
- Архимандрит Лаврентий (Бархатов) (1913)
- Архимандрит Моисей (Котельников) (1917)

А также много других монашеских захоронений.

## Усыпальница Преображенского собора
Усыпальница в подземном храме Преображенского собора была устроена для погребения благотворителей монастыря Шепелевых, а также их родственников: Жуковых, Глебовых и Лавровых. В усыпальнице был похоронены тайный советник Николай Жуков, писательница Евгения Тур.
- Глебов, Александр Иванович (1837)
- Глебова, Анна Дмитриевна (1806)
- Глебов, Иван Александрович (1839)
- Глебова, Прасковья Александровна (1852)
- Жуков, Владимир Николаевич (1861, сын Николая Жукова)
- Жуков, Иван Николаевич (1857, сын Николая Жукова)
- Жуков, Николай Иванович (1847, генерал-майор, тайный советник, Костромской губернатор)
- Жуков, Николай Николаевич (1893, штабс-ротмистр, сын Николая Жукова)
- Жукова, Ольга Ивановна (1865)
- Жукова, Параскева Николаевна (1854, дочь Николая Жукова)
- Жукова, Софья Ивановна (дочь И. Шепелева)
- Костич, Андрей Константинович
- Лаврова, Вера Николаевна (урож. Жукова)
- Лавров, Владимир Нилович (1891, действительный статский советник, председатель Московского суда)
- Салиас-де-Турнемир, Елизавета Васильевна (Евгения Тур) (1892, урож. Сухово-Кобылина, писательница)
- Шепелева, Александра Ивановна (1825)
- Шепелева, Анна Ивановна (1835)
- Шепелева, Варвара Ивановна (малолетняя)
- Шепелев, Дмитрий Иванович (малолетний)
- Шепелева, Евдокия Ивановна (малолетняя)
- Шепелева, Екатерина Ивановна (малолетняя)
- Шепелева, Елизавета Петровна (1833 или 1839 урож. Кречетникова, дочь П. Кречетникова)
- Шепелев, Иван Дмитриевич (1812, бригадир, предводитель Калужского дворянства)
- Шепелев, Николай Иванович (1859, полковник, предводитель Калужского дворянства)

## Другие захоронения
- Шепелева, Евдокия Михайловна — в склепе церкви Николая Чудотворца